# Mountain Lake, Minnesota
Mountain Lake là một thành phố thuộc quận Cottonwood, tiểu bang Minnesota, Hoa Kỳ. Năm 2010, dân số của thành phố này là 2104 người.

## Dân số
- Dân số năm 2000: 2082 người.
- Dân số năm 2010: 2104 người.